# Куманецкий, Казимеж Феликс

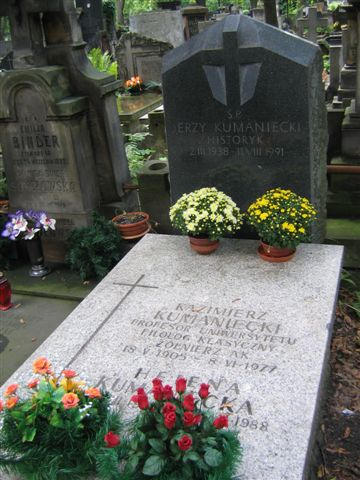

Казиме́ж Фе́ликс Кумане́цкий (пол. Kazimierz Feliks Kumaniecki; родился 18 мая 1905 года, Краков, Царство Польское — умер 8 июня 1977 года, Варшава, ПНР) — видный польский филолог-классик, историк, переводчик. Академик, профессор Варшавского университета. Был депутатом Сейма.

## Биография
Сын Казимежа Владислава, который был профессором Ягеллонского университета и министром (1922).
В 1923—1926 гг. учился классической филологии в Ягеллонском университете, получил докторскую степень. В 1926—1927 гг. учился в Берлинском университете. В 1930 году хабилитировался в Ягеллонском университете и стал доцентом там же. С 1936 г. доцент Варшавского университета.
Во время войны принимал участие в тайном обучении и был активным членом христианской организации «Знак». С 1942 г. — член управления Северного отдела информационно-пропагандистского бюро штаба Армии Крайовой. Подпоручик АК, в подполье использовал псевдонимы Ютро и Козакевич. Он был автором Гимна подпольной Польши (Naprzód, do boju żołnierze, на мотив русской революционной песни «Смело, друзья, не теряйте»). Он был членом редколлегии подпольного журнала «Знак», а с 1944 года редактором Информационного бюллетеня АК. За свою деятельность во время войны был награжден Серебряным крестом за заслуги с мечами и крестом доблести.
Некоторое время после войны вновь работал в Ягеллонском университете, в 1945 году вернулся в Варшавский университет, заведовал кафедрой классической филологии. Профессор (1948). В 1948—1950 гг. — проректор. С 1976 года в отставке.
С 1950 по 1976 год являлся председателем Польского филологического общества.
К. Куманецкий являлся учеником Казимира Моравского и Тадеуша (Фаддея) Зелинского. Среди его выдающихся учеников следует отметить Ежи Аксера.
Член Польской АН (1961, членкор 1956), Польской академии знаний (1950, членкор 1945), Бельгийской королевской академии наук, литературы и изящных искусств (1969). Почётный доктор Варшавского ун-та (1970).

## Публикации на русском языке
- Куманецкий, Казимеж. История культуры Древней Греции и Рима / Пер. с польского В. К. Ронина. — М.: Высш. шк., 1990. — 350 с. — ISBN 5-06-001000-7.